# Provinz El Oro

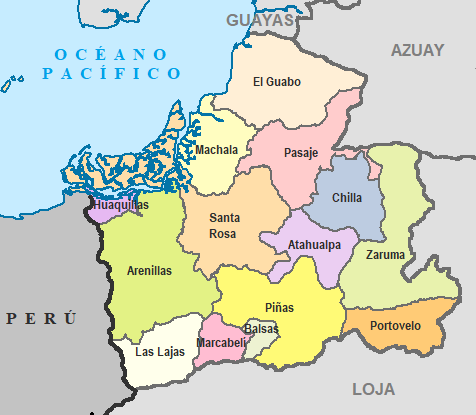
Karte der Provinz El Oro mit Kantonen

Die Provinz El Oro (spanisch Provincia de El Oro; el oro = dt. das Gold) ist eine Provinz in Ecuador. Sie liegt im Südwesten des Landes an der Pazifikküste und an der Grenze zu Peru. Auf einer Fläche von rund 5900 km² hat sie etwa 715.000 Einwohner. Provinzhauptstadt ist Machala, die „Welthauptstadt der Banane“. Der Hafen Puerto Bolívar bei Machala ist der wichtigste Bananenhafen Ecuadors.

## Geographie
El Oro liegt im Süden der costa genannten Küstenregion Ecuadors. Sie grenzt im Norden an die Provinzen Guayas und Azuay, im Osten an die Provinz Loja, im Süden ebenfalls an die Provinz Loja und an Peru (Region Tumbes) und im Westen an den Pazifischen Ozean (Golf von Guayaquil).
Der größte, westliche Teil von El Oro ist eine fruchtbare Ebene, deren Klima in der südlichen Hälfte durch den Humboldtstrom trocken, ansonsten tropisch feucht ist.
Der östliche Teil an der Grenze zur Provinz Loja ist durch Andenhänge geprägt, die aufgrund der ansteigenden Höhe semitropisches Übergangsklima aufweisen. Hier finden sich eine Vielzahl von Vogel- und Orchideenarten. In diesem Gebiet finden sich in Portovelo bei Zaruma die ersten Goldminen des Landes, die der Provinz ihren Namen gaben.
Im Süden der Provinz, an der Grenze zur Provinz Loja und zu Peru befindet sich der „versteinerte Wald von Puyango“, ein etwa 27 km² großes Gebiet mit versteinerten Baumstämmen von bis zu elf Metern Höhe, die 70 bis 100 Millionen Jahre alt sind. Auch Fossilien von Meerestieren und Dinosauriern finden sich hier.
Zur Provinz gehören auch der vor Puerto Bolívar liegende Archipel Jambelí und die Insel Santa Clara.

## Wirtschaft und Infrastruktur
Die Provinz El Oro ist die Provinz mit der bedeutendsten Akkumulation von Bananenplantagen in Ecuador. Diese werden insbesondere in der Ebene in der westlichen Provinzhälfte angebaut. Während des weltweiten Kakaobooms der 1880er Jahre war das Gebiet der Provinz eines der Hauptproduktionsgebiete weltweit. Noch heute wird Kakao produziert, jedoch hat ihn in der Nachkriegszeit der Bananenanbau an Bedeutung verdrängt. In den letzten Jahren hat sich zudem die Garnelenzucht (Shrimps bzw. camarrones) zu einem wichtigen Wirtschaftszweig entwickelt.
In den höher gelegenen Regionen im Osten der Provinz wird unter anderem Kaffee angebaut. In der Gegend um Zaruma wird noch immer Gold geschürft, ein Museum erläutert die Geschichte der Goldminen der Region.
Darüber hinaus ist besonders Machala spätestens seit dem Kakaoboom, in dem englische Geschäftsleute eine wichtige Rolle spielten, ein Handelszentrum. In Machala findet jährlich eine große Bananenmesse statt, auf der unter anderem die Welt-Bananenkönigin gewählt wird. Der Hafen von Puerto Bolívar ist neben Guayaquil, Esmeraldas und Manta der wichtigste Hafen des Landes: Etwa 85 Prozent der nationalen Bananenproduktion werden von hier exportiert.
Neben der Landwirtschaft findet sich in den Städten der Provinz Industrie, die vor allem agroindustrieller Art ist (Lebensmittel, Getränke).
Machala und die übrigen wichtigen Städte der Provinz sind über den Westteil der Panamericana in Ecuador mit den Städten im Hochland verbunden, zudem besteht eine Schnellstraße an der Küste entlang nach Guayaquil. In Huaquillas befindet sich ein viel benutzter Grenzübergang nach Peru. Machala und Santa Rosa verfügen über Flughäfen, die im Inlandsverkehr benutzt werden.

## Geschichte
Die Provinz El Oro wurde am 23. April 1884 begründet. Seit 1882 war von Zaruma aus die Einrichtung der Provinz betrieben bzw. die Provinz de facto ausgerufen worden. Die Hauptstadt sollte Machala werden. Der Kanton Zaruma gehörte zuvor zur Provinz Loja, der Kanton Machala zur Provinz Guayas. Der Kanton Santa Rosa gehörte bis zu seiner Begründung 1859 als Kirchspiel zu Zaruma und damit zu Loja, seitdem zu Guayas.
Durch ein neues Gesetz über die territoriale Gliederung Ecuadors entstand die Provinz 1884 offiziell. Zuvor hatten sich nach dem Sturz von Präsident General Ignacio de Veintemilla drei regional herrschende De-facto-Regierungen in Esmeraldas/Manabí (Eloy Alfaro), in Guayaquil (Pedro Carbo) und in Quito (Junta mit dem späteren Präsidenten José María Plácido Caamaño) auf die Ausarbeitung einer neuen Verfassung und des neuen Gesetz über die territoriale Aufteilung geeinigt.
Im Juli 1941 wurde die Provinz El Oro im Peruanisch-Ecuadorianischen Krieg von der peruanischen Armee angegriffen. Die in Ausstattung und Zahl unterlegenen ecuadorianischen Soldaten leisteten zwar erbitterten Widerstand, konnten jedoch die angreifenden Truppen nicht dauerhaft aufhalten, da sie vom Nachschub abgeschnitten bald ohne Munition waren. Die Städte der Provinz erlitten durch Bombardierung und Beschuss schwere Schäden, große Teile der Bevölkerung flohen ins Inland, die Provinz blieb zunächst besetzt. Durch das Protokoll von Rio de Janeiro vom 29. Januar 1942 wurden die Kriegshandlungen beendet und El Oro an Ecuador zurückgegeben.
Entwicklung der Einwohnerzahl der Provinz El Oro bei landesweiten Volkszählungen zum jeweiligen Gebietsstand:
| Jahr                    | Einwohner | +/-    |
| ----------------------- | --------- | ------ |
| 1950                    | 89.306    | –      |
| 1962                    | 160.650   | 79,9 % |
| 1974                    | 262.564   | 63,4 % |
| 1982                    | 334.872   | 27,5 % |
| 1990                    | 412.572   | 23,2 % |
| 2001                    | 525.763   | 27,4 % |
| 2010                    | 600.659   | 14,2 % |
| 2022                    | 714.592   | 19 %   |
| Datenherkunft: Wikidata |           |        |

## Kantone
Die Provinz El Oro ist derzeit in 14 Kantone untergliedert. Diese sind (in der Reihenfolge ihrer Einrichtung):
1. Machala (eingerichtet 1824 als Kanton des großkolumbianischen Departamento Guayaquil, Hauptort: Machala)
2. Zaruma (eingerichtet 1824 als Kanton der großkolumbianischen Provinz Loja im Departamento Azuay, Hauptort: Zaruma)
3. Santa Rosa (eingerichtet 1859 als Kanton Jambelí der Provinz Guayas, Hauptort: Santa Rosa)
4. Pasaje (eingerichtet 1894, Hauptort: Pasaje)
5. Piñas (eingerichtet 1940, Hauptort: Piñas)
6. Arenillas (eingerichtet 1955, Hauptort: Arenillas)
7. El Guabo (eingerichtet 1978, Hauptort: El Guabo)
8. Portovelo (eingerichtet 1980, Hauptort: Portovelo)
9. Huaquillas (eingerichtet 1980, Hauptort: Huaquillas)
10. Atahualpa (eingerichtet 1984, Hauptort: Paccha)
11. Marcabelí (eingerichtet 1986, Hauptort: Marcabelí)
12. Balsas (eingerichtet 1987, Hauptort: Balsas)
13. Chilla (eingerichtet 1988, Hauptort: Chilla)
14. Las Lajas (eingerichtet 1990, Hauptort: La Victoria)